# The Heavy (film)
The Heavy è un film del 2010 diretto da Marcus Warren.